# 孫秉煕
孫 秉熙（ソン・ビョンヒ、そん へいき、1861年4月8日 - 1922年5月19日）は、天道教（東学）の第3代教主、朝鮮の独立運動家である。本貫は密陽孫氏。幼名は孫應九（ソン・ウング、손응구）。亡命中の仮名は李祥憲（イ・サンホン、이상헌）。号は義菴（イアム、의암）。

## 人物
忠清北道清原郡に生まれる。1882年に清州の「接主」であった甥の誘いで東学に入道し、3年後に崔時亨と会い、彼の高弟になり、初代教主崔済愚の復権復運動を行った。
1894年の甲午農民戦争の際は、忠清道に根拠を置いて北接軍を率い、同じく全羅道に根拠を置いて南接軍を率いた全琫準と共に官軍と戦った。官軍の討伐を避けるために元山に身を隠した後は、組職の再建と布教活動に多大な功績を残し、1897年に崔時亨の後を引き継ぎ、第3代教主になった。
以後、孫秉熙は東学運動のリーダーだけではなく、近代化運動のリーダーとしても活動するようになる。独立協会等といった開化派の人物達と交流し、一部は東学に入校させ、彼らから開化思想を受け入れた。
そのような中、東学に対する弾圧が激しくなり、自分を東学に勧誘した甥が逮捕・処刑されると、1901年に日本へ亡命した。ここでも同じ亡命者身分だった呉世昌・権東鎮・朴泳孝・趙羲淵等の開化派である元官僚たちと交流し、上海や明治維新以後改革が進んでいた東京などを振り返りながら人材育成の必要性を悟った。このことから、朝鮮の開化を主張する「三戦論」を唱えるようになり、1903年からは青年達を選抜して、日本に留学させるようになった。
亡命中は新聞寄稿などで内政改革論と近代化論を説いていたが、1904年には甲辰改革運動を起こし、権東鎮や呉世昌と共に進歩会を組織した。
1905年には東学を「天道教」と改称し、1906年には、天道教を弾圧した大韓帝国が外勢の干渉で無力化したことから、翌年に帰国した。しかし、天道教内部では一進会の宋秉畯・李容九等の親日勢力との反目が激化し、孫秉熙は一進会の人物達を教団から追放した。1908年には朴寅浩に天道教主の座を継承させた。
1912年以後、牛耳洞の天道教本部に「鳳凰閣」を建て、独立運動の闘士を養成、1919年には三・一独立運動を主導した。独立宣言書を朗読した後、警察に逮捕され、懲役3年の刑を宣告された。病気により保釈された直後の1922年に亡くなった。
1962年、大韓民国政府から建国勲章が送られた。